# ウーマン・ウーマン
「ウーマン・ウーマン」（英語: Woman, woman）は、1967年に全米チャート4位を獲得したゲイリー・パケットとユニオン・ギャップのファースト・ヒット。全米第4位の他、カナダでは第1位、オーストラリアでは第7位を記録した。

## 解説
1967年ゲイリー・パケットとユニオン・ギャップはレッキング・クルーのメンバーをバックに録音。翌年の２月にはゴールド・ディスクに認定された。リード・ヴォーカルのゲイリー・パケットを中心とした6人組の男性ヴォーカル・グループで1967-1971年にかけて9曲がチャート・イン、内5曲はトップ10にはいった。ゲイリー・パケットのヴォーカルがバンドの人気を集め,グループの活動を離れ、1970-1971年にはソロ名義で2作がチャート・インしたが、その時点では人気のピークを過ぎていた。「ウーマン・ウーマン」は彼らのレパートリーの中でも人気が高く多くのアーティストにカバーされた。イギリスでは1974年にリバイバル・ヒットを記録し「ヤング・ガール」のB面として最高位6位を記録した。

## カバー
- グレン・キャンベル(1968）
- John Davidson(1968）
- ロバート・グーレ（1968）
- レターメン(1968）[3]